# Euxoa insulana
Euxoa insulana là một loài bướm đêm trong họ Noctuidae.